# تشارلز دونالد جاكوب
تشارلز دونالد جاكوب (بالإنجليزية: Charles Donald Jacob)‏ هو دبلوماسي وسياسي أمريكي، ولد في 1 يونيو 1838، وتوفي في 25 ديسمبر 1898. حزبياً، نشط في الحزب الديمقراطي.